# Estate 2020
Estate 2020 è un singolo del rapper italiano Frankie hi-nrg mc, pubblicato il 6 luglio 2020.

## Tracce
1. Estate 2020 – 3:37